# Puente Transbordador „Nicolás Avellaneda“

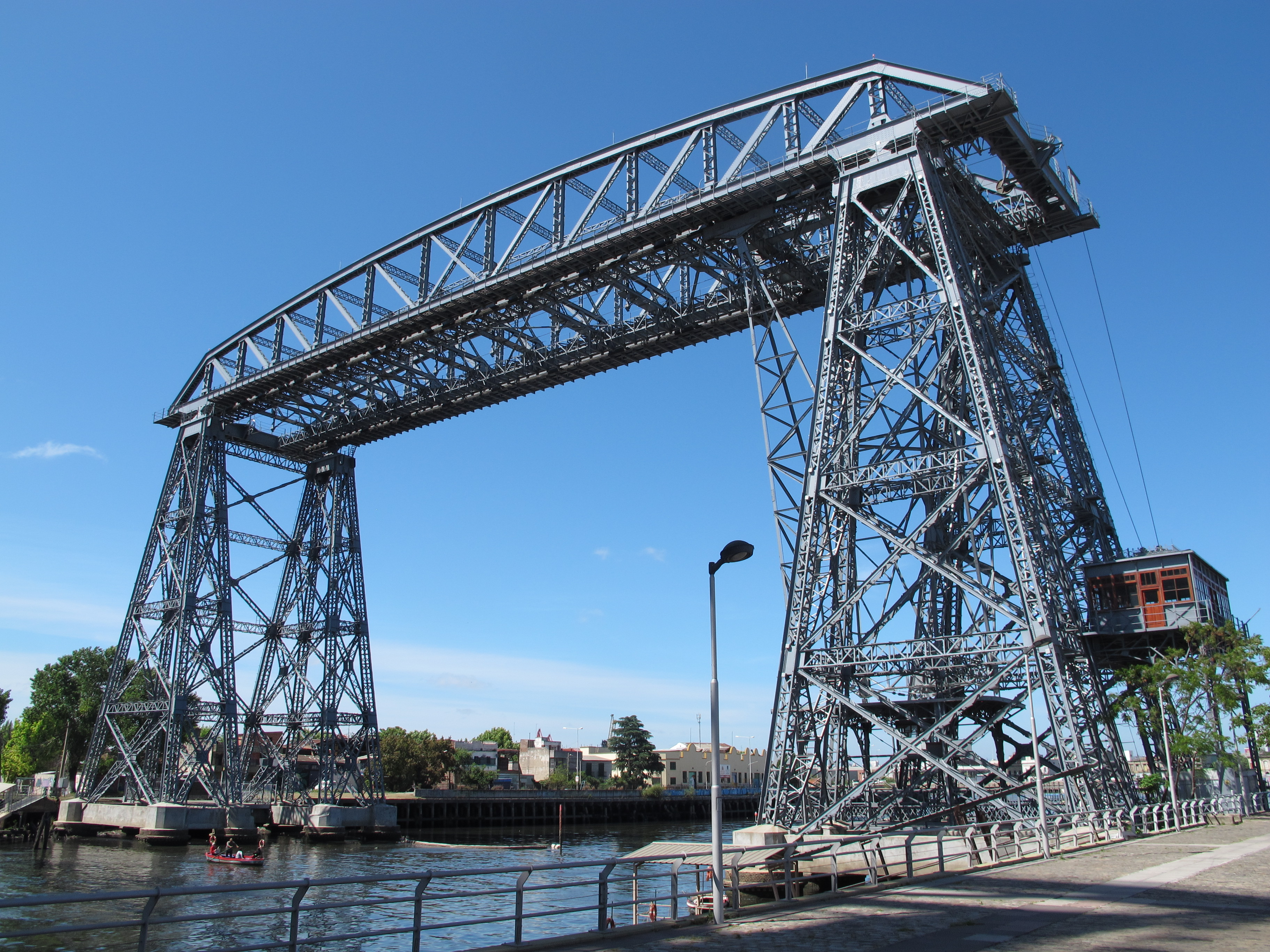
Ansicht vom Nordufer (2018)

Der Puente Transbordador „Nicolás Avellaneda“ (auch Transbordador del Riachuelo) ist eine Schwebefähre, die zwischen Buenos Aires und Avellaneda den Riachuelo überquert. Sie ist eine von nur acht weltweit erhaltenen Schwebefähren und neben der in unmittelbarer Nachbarschaft gelegenen Puente Nicolás Avellaneda die einzige außerhalb von Europa.

## Geschichte
Am 25. September 1908 erhielt die Ferrocarril del Sud die Genehmigung, eine Schwebefähre zwischen Isla Maciel und La Boca zu errichten. Diese wurde am 31. Mai 1914 eingeweiht und erhielt den Namen des früheren argentinischen Präsidenten Nicolás Avellaneda. Die Gondel war 8 mal 12 Meter groß und konnte Fußgänger, Fuhrwerke, Kraftfahrzeuge und Straßenbahnen befördern. Die Überfahrt wurde entweder von einem Fahrstand in der Gondel oder vom Maschinenhaus aus gesteuert.
1940 wurde 100 m weiter eine neue Brücke eröffnet. Die Schwebefähre blieb bis in die 1960er Jahre in Betrieb.
Um 1993 wurden Pläne bekannt, die Schwebefähre abzureißen. Dagegen erhob sich heftiger Protest mit dem Ziel, sie als kulturgeschichtliches und technisches Denkmal zu erhalten. Infolgedessen erhielt sie 1995 den Status eines Sitio de Interés Cultural und wurde 1999 durch Erklärung zum Monumento Histórico dauerhaft geschützt.
Im Januar 2013 begann eine Generalsanierung der Schwebefähre mit dem Ziel, sie wieder in Betrieb zu nehmen. Die Arbeiten sollten etwa ein Jahr dauern und 17,8 Millionen Peso kosten. Es gab jedoch eine erhebliche Verzögerung, und die Kosten stiegen auf 160 Millionen Peso. Die Wiedereinweihung fand schließlich am 28. September 2017 statt; aufgrund politischer Streitereien zwischen Buenos Aires und Avellaneda überquerte die Gondel den Fluss jedoch nicht vollständig, sondern kehrte in der Mitte wieder um. Der öffentliche Betrieb ist bisher (Stand: Juli 2018) noch nicht wieder aufgenommen worden.